# Margarella
Margarella is een geslacht van weekdieren uit de klasse van de Gastropoda (slakken).

## Soorten
- Margarella achilles (Strebel, 1908)
- Margarella antarctica (Lamy, 1905)
- Margarella bouvetia Powell, 1951
- Margarella crebrilirulata (E. A. Smith, 1907)
- Margarella expansa (G. B. Sowerby I, 1838)
- Margarella gunnerusensis Numanami, 1996
- Margarella jason Powell, 1951
- Margarella macquariensis Hedley, 1916
- Margarella obsoleta Powell, 1951
- Margarella porcellana Powell, 1951
- Margarella pruinosa (Rochebrune & Mabille, 1885)
- Margarella refulgens (E. A. Smith, 1907)
- Margarella runcinata Marwick, 1928 †
- Margarella steineni (Strebel, 1905)
- Margarella subantarctica (Strebel, 1908)
- Margarella tropidophoroides (Strebel, 1908)
- Margarella violacea (King, 1832)
- Margarella wacei (Melvill & Standen, 1918)
- Margarella whiteana Linse, 2002